# Бели Орлови (навијачи)
Бели Орлови су организовани навијачи српских спортских репрезентација и спортиста, посебно фудбалске репрезентације Србије. Поред фудбала подржавају и друге репрезентације Србије, посебно кошаркашку, ватерполо, одбојкашку, рукометну репрезентацију и тенис.
Под Белим Орловима окупљају се не само обични српски навијачи, већ и чланови свих српских организованих навијачких група као што су Делије, Гробари, Фирмаши, Мераклије, Црвени Ђаволи, Маринци, Плава унија, United Force и други, као једна навијачка група у којој се рачунају само подршка Србији у спорту. Поред Србије, Бели Орлови имају чланове и у Црној Гори, Босни и Херцеговини, посебно у Републици Српској и Хрватској. Имају много присталица и у свим другим бившим југословенским републикама попут Северне Македоније и Словеније и у српској дијаспори, посебно у Немачкој, Аустрији, Швајцарској, Шведској, Сједињеним Државама, Канади и Аустралији, као и у југословенској дијаспори.